# Campeonato Mundial de Halterofilismo de 1991
O Campeonato Mundial de Halterofilismo de 1991 foi a 64ª edição do campeonato de halterofilismo masculino, e a 5ª edição do campeonato de halterofilismo feminino. Ambas as competições foram organizadas pela Federação Internacional de Halterofilismo (FIH), em Donaueschingen, na Alemanha, entre 27 de setembro a 6 de outubro de 1991. Essa foi a primeira vez em que ambos os campeonatos (masculino e feminino) ocorreram em conjunto. Contou com a presença de 308 halterofilistas (200 masculino e 108 feminino) de 40 nacionalidades filiadas à Federação Internacional de Halterofilismo (FIH).

## Medalhistas

### Masculino
| Evento    | Ouro                                  | Ouro     | Prata                                 | Prata    | Bronze                                | Bronze   |
| 52 kg     | 52 kg                                 | 52 kg    | 52 kg                                 | 52 kg    | 52 kg                                 | 52 kg    |
| --------- | ------------------------------------- | -------- | ------------------------------------- | -------- | ------------------------------------- | -------- |
| Arranque  | Zhang Zairong · China                 | 120,5 kg | Ivan Ivanov · Bulgária                | 117,5 kg | Sevdalin Minchev · Bulgária           | 115,0 kg |
| Arremesso | Ivan Ivanov · Bulgária                | 155,5 kg | Sevdalin Minchev · Bulgária           | 142,5 kg | Zhang Shoulie · China                 | 142,5 kg |
| Total     | Ivan Ivanov · Bulgária                | 272,5 kg | Sevdalin Minchev · Bulgária           | 257,5 kg | Zhang Zairong · China                 | 255,0 kg |
| 56 kg     |                                       |          |                                       |          |                                       |          |
| Arranque  | Liu Shoubin · China                   | 135,0 kg | Luo Jianming · China                  | 130,0 kg | Chun Byung-kwan Coreia do Sul         | 130,0 kg |
| Arremesso | Chun Byung-kwan Coreia do Sul         | 165,0 kg | Liu Shoubin · China                   | 157,5 kg | Luo Jianming · China                  | 147,5 kg |
| Total     | Chun Byung-kwan Coreia do Sul         | 295,0 kg | Liu Shoubin · China                   | 292,5 kg | Luo Jianming · China                  | 277,5 kg |
| 60 kg     |                                       |          |                                       |          |                                       |          |
| Arranque  | Naim Süleymanoğlu · Turquia           | 137,5 kg | He Yingqiang · China                  | 132,5 kg | Yurik Sarkisyan · União Soviética     | 132,5 kg |
| Arremesso | Naim Süleymanoğlu · Turquia           | 172,5 kg | Yurik Sarkisyan · União Soviética     | 170,0 kg | He Yingqiang · China                  | 160,0 kg |
| Total     | Naim Süleymanoğlu · Turquia           | 310,0 kg | Yurik Sarkisyan · União Soviética     | 302,5 kg | He Yingqiang · China                  | 292,5 kg |
| 67,5 kg   |                                       |          |                                       |          |                                       |          |
| Arranque  | Kim Myong-nam · Coreia do Norte       | 160,0 kg | Israel Militosyan · União Soviética   | 160,0 kg | Yoto Yotov · Bulgária                 | 155,0 kg |
| Arremesso | Ri Hi-bong · Coreia do Norte          | 190,0 kg | Yoto Yotov · Bulgária                 | 190,0 kg | Wang Yong · China                     | 185,0 kg |
| Total     | Yoto Yotov · Bulgária                 | 345,0 kg | Israel Militosyan · União Soviética   | 345,0 kg | Kim Myong-nam · Coreia do Norte       | 340,0 kg |
| 75 kg     |                                       |          |                                       |          |                                       |          |
| Arranque  | Lu Gang · China                       | 157,5 kg | Pablo Lara · Cuba                     | 157,5 kg | Roman Sevasteyev · União Soviética    | 157,5 kg |
| Arremesso | Pablo Lara · Cuba                     | 197,5 kg | Roman Sevasteyev · União Soviética    | 195,0 kg | Rumen Stoyanov · Bulgária             | 192,5 kg |
| Total     | Pablo Lara · Cuba                     | 355,0 kg | Roman Sevasteyev · União Soviética    | 352,5 kg | Tudor Casapu · União Soviética        | 342,5 kg |
| 82,5 kg   |                                       |          |                                       |          |                                       |          |
| Arranque  | Aleksandr Blyshchyk · União Soviética | 167,5 kg | Ibragim Samadov · União Soviética     | 162,5 kg | Marc Huster · Alemanha                | 160,0 kg |
| Arremesso | Ibragim Samadov · União Soviética     | 205,0 kg | Cai Yanshu · China                    | 200,0 kg | Aleksandr Blyshchyk · União Soviética | 200,0 kg |
| Total     | Ibragim Samadov · União Soviética     | 367,5 kg | Aleksandr Blyshchyk · União Soviética | 367,5 kg | Plamen Bratoychev · Bulgária          | 357,5 kg |
| 90 kg     |                                       |          |                                       |          |                                       |          |
| Arranque  | Sergey Syrtsov · União Soviética      | 185,0 kg | Ivan Chakarov · Bulgária              | 180,0 kg | Pedro Rodríguez · Cuba                | 177,5 kg |
| Arremesso | Sergey Syrtsov · União Soviética      | 225,0 kg | Kim Byung-chan Coreia do Sul          | 212,5 kg | Ivan Chakarov · Bulgária              | 210,0 kg |
| Total     | Sergey Syrtsov · União Soviética      | 410,0 kg | Ivan Chakarov · Bulgária              | 390,0 kg | Kim Byung-chan Coreia do Sul          | 387,5 kg |
| 100 kg    |                                       |          |                                       |          |                                       |          |
| Arranque  | Igor Sadykov · União Soviética        | 185,0 kg | Waldemar Malak · Polónia              | 172,5 kg | Włodzimierz Ostapski · Polónia        | 172,5 kg |
| Arremesso | Igor Sadykov · União Soviética        | 230,0 kg | Francis Tournefier · França           | 215,0 kg | Omar Semanat · Cuba                   | 212,5 kg |
| Total     | Igor Sadykov · União Soviética        | 415,0 kg | Ivalin Raychev · Bulgária             | 385,0 kg | Francis Tournefier · França           | 382,5 kg |
| 110 kg    |                                       |          |                                       |          |                                       |          |
| Arranque  | Artur Akoyev · União Soviética        | 195,0 kg | Ronny Weller · Alemanha               | 190,0 kg | Yuri Dandik · Israel                  | 185,0 kg |
| Arremesso | Artur Akoyev · União Soviética        | 232,5 kg | Ronny Weller · Alemanha               | 230,0 kg | Frank Seipelt · Alemanha              | 215,0 kg |
| Total     | Artur Akoyev · União Soviética        | 427,5 kg | Ronny Weller · Alemanha               | 420,0 kg | Ernesto Montoya · Cuba                | 387,5 kg |
| +110 kg   |                                       |          |                                       |          |                                       |          |
| Arranque  | Aleksandr Kurlovich · União Soviética | 205,0 kg | Manfred Nerlinger · Alemanha          | 185,0 kg | Martin Zawieja · Alemanha             | 180,0 kg |
| Arremesso | Aleksandr Kurlovich · União Soviética | 250,0 kg | Manfred Nerlinger · Alemanha          | 240,0 kg | Kim Tae-hyun Coreia do Sul            | 225,0 kg |
| Total     | Aleksandr Kurlovich · União Soviética | 455,0 kg | Manfred Nerlinger · Alemanha          | 425,0 kg | Kim Tae-hyun Coreia do Sul            | 400,0 kg |

- — RECORDE MUNDIAL

### Feminino
| Evento    | Ouro                            | Ouro     | Prata                           | Prata    | Bronze                         | Bronze   |
| 44 kg     | 44 kg                           | 44 kg    | 44 kg                           | 44 kg    | 44 kg                          | 44 kg    |
| --------- | ------------------------------- | -------- | ------------------------------- | -------- | ------------------------------ | -------- |
| Arranque  | Xing Fen · China                | 67,5 kg  | Kunjarani Devi · Índia          | 62,5 kg  | Satomi Saito · Japão           | 60,0 kg  |
| Arremesso | Xing Fen · China                | 95,5 kg  | Kunjarani Devi · Índia          | 80,0 kg  | Sibby Flowers · Estados Unidos | 80,0 kg  |
| Total     | Xing Fen · China                | 162,5 kg | Kunjarani Devi · Índia          | 142,5 kg | Sibby Flowers · Estados Unidos | 140,0 kg |
| 48 kg     |                                 |          |                                 |          |                                |          |
| Arranque  | Izabela Rifatova · Bulgária     | 75,0 kg  | Liao Shuping · China            | 72,5 kg  | Chu Nan-mei · Taipé Chinesa    | 65,0 kg  |
| Arremesso | Liao Shuping · China            | 98,0 kg  | Izabela Rifatova · Bulgária     | 95,0 kg  | Donka Mincheva · Bulgária      | 87,5 kg  |
| Total     | Izabela Rifatova · Bulgária     | 170,0 kg | Liao Shuping · China            | 170,0 kg | Donka Mincheva · Bulgária      | 152,5 kg |
| 52 kg     |                                 |          |                                 |          |                                |          |
| Arranque  | Peng Liping · China             | 80,0 kg  | Robin Byrd · Estados Unidos     | 77,5 kg  | Janeta Georgieva · Bulgária    | 75,0 kg  |
| Arremesso | Peng Liping · China             | 108,0 kg | Hiromi Uemura · Japão           | 95,0 kg  | Robin Byrd · Estados Unidos    | 92,5 kg  |
| Total     | Peng Liping · China             | 187,5 kg | Robin Byrd · Estados Unidos     | 170,0 kg | Hiromi Uemura · Japão          | 167,5 kg |
| 56 kg     |                                 |          |                                 |          |                                |          |
| Arranque  | Sun Caiyan · China              | 85,0 kg  | Nancy Niro · Canadá             | 80,0 kg  | Neli Yankova · Bulgária        | 80,0 kg  |
| Arremesso | Sun Caiyan · China              | 108,0 kg | Neli Yankova · Bulgária         | 100,0 kg | Mami Abe · Japão               | 97,5 kg  |
| Total     | Sun Caiyan · China              | 192,5 kg | Neli Yankova · Bulgária         | 180,0 kg | Nancy Niro · Canadá            | 175,0 kg |
| 60 kg     |                                 |          |                                 |          |                                |          |
| Arranque  | Han Lixia · China               | 87,5 kg  | Won Soon-yi Coreia do Sul       | 87,5 kg  | Daniela Kerkelova · Bulgária   | 80,0 kg  |
| Arremesso | Han Lixia · China               | 110,0 kg | Won Soon-yi Coreia do Sul       | 107,5 kg | Daniela Kerkelova · Bulgária   | 102,5 kg |
| Total     | Han Lixia · China               | 197,5 kg | Won Soon-yi Coreia do Sul       | 195,0 kg | Daniela Kerkelova · Bulgária   | 182,5 kg |
| 67,5 kg   |                                 |          |                                 |          |                                |          |
| Arranque  | Lei Li · China                  | 95,0 kg  | Kumi Haseba · Japão             | 87,5 kg  | Kim Dong-hee Coreia do Sul     | 87,5 kg  |
| Arremesso | Lei Li · China                  | 115,0 kg | Kumi Haseba · Japão             | 110,0 kg | Kim Dong-hee Coreia do Sul     | 107,5 kg |
| Total     | Lei Li · China                  | 210,0 kg | Kumi Haseba · Japão             | 197,5 kg | Kim Dong-hee Coreia do Sul     | 195,0 kg |
| 75 kg     |                                 |          |                                 |          |                                |          |
| Arranque  | Milena Trendafilova · Bulgária  | 105,0 kg | Zhang Xiaoli · China            | 105,0 kg | Mária Takács · Hungria         | 90,0 kg  |
| Arremesso | Zhang Xiaoli · China            | 137,5 kg | Milena Trendafilova · Bulgária  | 115,0 kg | Mária Takács · Hungria         | 112,5 kg |
| Total     | Zhang Xiaoli · China            | 242,5 kg | Milena Trendafilova · Bulgária  | 220,0 kg | Mária Takács · Hungria         | 202,5 kg |
| 82,5 kg   |                                 |          |                                 |          |                                |          |
| Arranque  | María Isabel Urrutia · Colômbia | 107,5 kg | Li Hongling · China             | 102,5 kg | Chen Shu-chih · Taipé Chinesa  | 100,0 kg |
| Arremesso | Li Hongling · China             | 138,0 kg | María Isabel Urrutia · Colômbia | 132,5 kg | Chen Shu-chih · Taipé Chinesa  | 120,0 kg |
| Total     | Li Hongling · China             | 240,0 kg | María Isabel Urrutia · Colômbia | 240,0 kg | Chen Shu-chih · Taipé Chinesa  | 220,0 kg |
| +82,5 kg  |                                 |          |                                 |          |                                |          |
| Arranque  | Li Yajuan · China               | 113,0 kg | Carla Garrett · Estados Unidos  | 100,0 kg | Erika Takács · Hungria         | 95,0 kg  |
| Arremesso | Li Yajuan · China               | 143,0 kg | Carla Garrett · Estados Unidos  | 132,5 kg | Erika Takács · Hungria         | 125,0 kg |
| Total     | Li Yajuan · China               | 255,0 kg | Carla Garrett · Estados Unidos  | 232,5 kg | Erika Takács · Hungria         | 220,0 kg |

- — RECORDE MUNDIAL

## Quadro de medalhas
Quadro de medalhas no total combinado
| Ordem | País            | Medalha de ouro | Medalha de prata | Medalha de bronze | Total |
| ----- | --------------- | --------------- | ---------------- | ----------------- | ----- |
| 1     | China           | 8               | 2                | 3                 | 13    |
| 2     | União Soviética | 5               | 4                | 1                 | 10    |
| 3     | Bulgária        | 3               | 5                | 3                 | 11    |
| 4     | Coreia do Sul   | 1               | 1                | 3                 | 5     |
| 5     | Cuba            | 1               | 0                | 1                 | 2     |
| 6     | Turquia         | 1               | 0                | 0                 | 1     |
| 7     | Estados Unidos  | 0               | 2                | 1                 | 3     |
| 8     | Alemanha        | 0               | 2                | 0                 | 2     |
| 9     | Japão           | 0               | 1                | 1                 | 2     |
| 10    | Colômbia        | 0               | 1                | 0                 | 1     |
| 10    | Índia           | 0               | 1                | 0                 | 1     |
| 12    | Hungria         | 0               | 0                | 2                 | 2     |
| 13    | Canadá          | 0               | 0                | 1                 | 1     |
| 13    | Taipé Chinesa   | 0               | 0                | 1                 | 1     |
| 13    | França          | 0               | 0                | 1                 | 1     |
| 13    | Coreia do Norte | 0               | 0                | 1                 | 1     |
| Total | Total           | 19              | 19               | 19                | 57    |

Quadro de medalhas nos levantamentos + total combinado
| Ordem | País            | Medalha de ouro | Medalha de prata | Medalha de bronze | Total |
| ----- | --------------- | --------------- | ---------------- | ----------------- | ----- |
| 1     | China           | 26              | 9                | 7                 | 42    |
| 2     | União Soviética | 15              | 8                | 4                 | 27    |
| 3     | Bulgária        | 6               | 12               | 12                | 30    |
| 4     | Turquia         | 3               | 0                | 0                 | 3     |
| 5     | Coreia do Sul   | 2               | 4                | 7                 | 13    |
| 6     | Cuba            | 2               | 1                | 3                 | 6     |
| 7     | Coreia do Norte | 2               | 0                | 1                 | 3     |
| 8     | Colômbia        | 1               | 2                | 0                 | 3     |
| 9     | Alemanha        | 0               | 6                | 3                 | 9     |
| 10    | Estados Unidos  | 0               | 5                | 3                 | 8     |
| 11    | Japão           | 0               | 4                | 3                 | 7     |
| 12    | Índia           | 0               | 3                | 0                 | 3     |
| 13    | Canadá          | 0               | 1                | 1                 | 2     |
| 13    | França          | 0               | 1                | 1                 | 2     |
| 13    | Polónia         | 0               | 1                | 1                 | 2     |
| 16    | Hungria         | 0               | 0                | 6                 | 6     |
| 17    | Taipé Chinesa   | 0               | 0                | 4                 | 4     |
| 18    | Israel          | 0               | 0                | 1                 | 1     |
| Total | Total           | 57              | 57               | 57                | 171   |